# 潘祖诒
潘祖诒（1883年—1946年），原名善庆，曾用名祖彝，字竹孙，笔名潘谷公、潘谷神，福建崇安人。中国民主革命家、中华民国政治人物、翻译家、易学家、铁路工程师。

## 生平
潘祖诒出生于清朝光绪九年（1883年）。早年潘祖诒曾经留学日本，学习铁路，并加入同盟会。回中国之后，他曾经参加辛亥革命，并曾在南满铁路任工程师。
后来潘祖诒到福州和陈启涛共同创办《闽报》并担任主笔，报社被查封之后到广州担任非常国会议员。
1926年春，潘祖诒在北京参加了李大钊等领导的三·一八运动，遭到段祺瑞政府通缉。1926年底，潘祖诒回到福州，担任《福建民国日报》的主笔。后因其文章惹怒蒋介石，又遭蒋介石通缉，遂逃至浙江杭州，自1928年至1937年在杭州居住。其间高梦旦委托他替商务印书馆翻译外文科学文献，其译作有的收入《万有文库》中。
抗日战争期间，潘祖诒来到重庆任职，后赴昆明。1940年，潘祖诒到广州广东省立文理学院任教务长。1942年潘祖诒转任中山大学师范学院哲学教授。潘祖诒于1946年病逝。
他是周易研究专家，曾经著有多本易学研究专著。

## 著作
- 苏联科学巡礼
- 自然科学概论
- 机械唯物论与辩证唯物论（未刊稿）
- 易论理学
- 自然辩证与易经
- 《易经》之现代观